# Грб општине Смедеревска Паланка
Општина Смедеревска Паланка је у мају 2003. године усвојила грб у три нивоа и заставу у складу са нормативима СХД.
Међутим, у фебруару 2009. године из непознатих разлога општина је усвојила нове симболе, избацујући постојеће из употребе. Аутор ових симбола је Миша Младеновић, дизајнер из Смедеревске Паланке. У опису симбола уочавају се многе непрецизности. Тако на пример аутор дефинише основни грб као штит са бедемском круном, иако је знано да би то требало да буде само штит. У великом грбу изостају хералдички стегови, који су уобичајени у српској хералдици. Уместо класичне заставе усвојено је решење које представља гонфалон беле боје са аплицираним грбом који се разликује од штита са "основног грба". Разлика је у бордури која је у овом случају део штита.
Овако аутор блазонира грб на сајту општине Смедеревска Паланка:
,,На црвеном пољу, бела црква, на белом пољу црвени лав придржава палисаде, на другом белом пољу три плаве валовите линије и три црвене рибе, на плавом пољу, жута ћуприја са испод исписаном годином подизања, у централном зелено-плавом пољу, три амфоре из којих истиче вода. Све надвишено златном бедемском круном са три видљива мерлона. Држачи су две женске фигуре са мачем и штитом на којем се препознаје грб Републике Србије. Постамент је благо брдовито тле."
Приметне су грешке у блазону: редослед поља, непрецизно блазониран положај елемената, помињање грба Републике Србије који се не налази на решењу и сл.

## Стари грб 2003–2009
Грб је сниженим палисадним резом раздељен горе у зеленом сребрна црква и доле црно поље. Штит је окруњен златном круном са три видљива мерлона. Држачи штита су два пропета црвена лава, оружани златним језицима и сребрним канџама и оба држе по сребрни мач златног балчака и по стег, десни Србије а леви Смедеревске Паланке. Постамент је од златне храстове гранчице преко кога је пурпурна врпца са сребрним натписом имена града. Средњи грб задржава круну изнад штита и храстов венац са пурпурном врпцом.
Палисадни рез и лик сребрне цркве и нас подсећају на садашње име Смедеревске Паланке, и на њено старије име - Бела Црква. Три главна водотока наглашавају чињеницу да је у Шумадији питање воде било од пресудног значаја. Постамент је златни венац храста, који је код Срба култно дрво (в. бадњак), и то је веза са нашом прадавном паганском прошлошћу. Два црвена лава као држачи штита потичу из средњег века и чинили су симбол куће Бранковића, и представљају период када је овај град припадао држави Бранковића.
Опис основног грба:
Поље је сниженим палисадним резом раздељен горе у зеленом сребрна црква и доле у црном златна таласаста греда праћена златним таласастим нитима изнад и испод
Прихваћена 30. априла 2003. на седници Скупштине општине.